# 197 (getal)
197 is het natuurlijke getal volgend op 196 en voorafgaand aan 198.

## In de wiskunde
Honderdzevenennegentig is
- een oneven getal
- een priemgetal
  - Het vormt een priemtweeling met 199
  - 197 is een viervoud plus 1, zodat dit priemgetal volgens de stelling van Fermat over de som van twee kwadraten kan worden geschreven als de som van twee kwadraten: {\displaystyle (1^{2}+14^{2})}
  - Het is het kleinste priemgetal dat de som is van zeven opeenvolgende priemgetallen: 17 + 19 + 23 + 29 + 31 + 37 + 41 = 197
  - Het is de som van de eerste twaalf priemgetallen: 2 + 3 + 5 + 7 + 11 + 13 + 17 + 19 + 23 + 29 + 31 + 37 = 197
- een Keithgetal.